# Łukasz Kaczmarek (inżynier)
Łukasz Piotr Kaczmarek – polski inżynier, dr hab. nauk technicznych, profesor Instytutu Inżynierii Materiałowej, oraz prodziekan Wydziału Mechanicznego Politechniki Łódzkiej.

## Życiorys
W 2002 ukończył studia inżynierii materiałowej w Politechnice Łódzkiej, 17 lutego 2006 obronił pracę doktorską Powłoki z faz międzymetalicznych na osnowie γ-TiAl dla ochrony stopów tytanu przed utlenianiem w wysokich temperaturach, 25 października 2013 habilitował się na podstawie pracy zatytułowanej Lekkie, przeciwzużyciowe materiały funkcjonalne na bazie stopów aluminium. 21 września 2020 nadano mu tytuł profesora w zakresie nauk inżynieryjno-technicznych.
Jest profesorem Instytutu Inżynierii Materiałowej, oraz prodziekanem na Wydziale Mechanicznym Politechniki Łódzkiej i wiceprezesem Stowarzyszenia Polskich Wynalazców i Racjonalizatorów.